# Arabský svět

Státy, které tvoří arabský svět

Arabský svět je ta část Afriky a Asie, kde žije převážně arabské obyvatelstvo. Jejich sjednocujícím prvkem je islám; většina těchto obyvatel jsou muslimové, i když různých škol.
Skládá se z 22 arabských zemí, které jsou členy Ligy arabských států. Většina z těchto zemí se nachází v západní Asii, severní Africe, západní Africe a východní Africe. Tato oblast se táhne od Atlantského oceánu na západě k Arabskému moři na východě a od Středozemního moře na severu k Indickému oceánu na jihovýchodě. Východní část arabského světa je známá jako Mašrek a západní část jako Maghreb. Arabština se v arabském světě používá jako lingua franca.
V postklasické historii byl arabský svět synonymem historických arabských říší a chalifátů. Arabský nacionalismus vznikl ve druhé polovině 19. století spolu s dalšími nacionalistickými hnutími v Osmanské říši. Arabská liga byla založena v roce 1945, aby zastupovala zájmy arabského lidu a zejména usilovala o politické sjednocení arabských zemí; projekt známý jako panarabismus.
Arabský svět lze rozdělit na bohatý východ, který má příjmy z ropy, a chudý západ, představující sever Afriky. Mezi oběma územími se nachází Levanta (do níž kromě arabských zemí východního Středomoří náleží rovněž Izrael). Ve všech zemích arabského světa žije okolo 300 milionů lidí, mluvících jedním jazykem – arabštinou, ovšem v různých nářečích. Celková rozloha této oblasti je srovnatelná s rozlohou španělsky mluvící části Jižní Ameriky.

## Historie

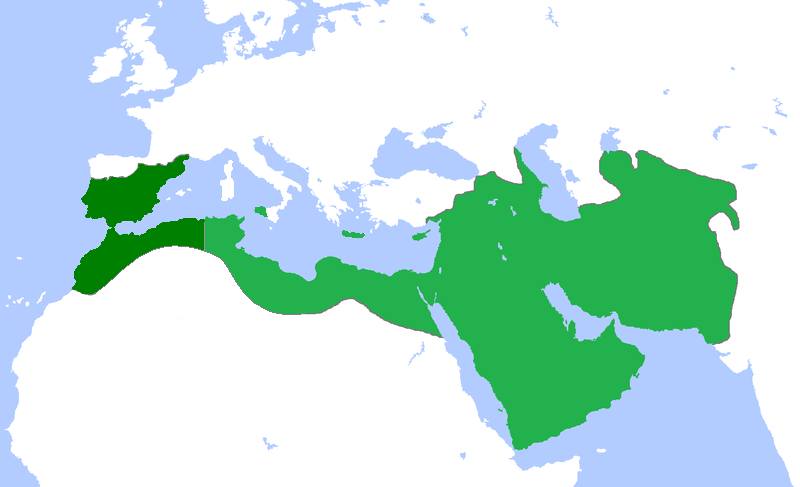
Abbásovský chalífát při svém největším rozsahu

Koncem 50. let vznikl pokus o politické sjednocení arabského světa do státu s názvem Sjednocená arabská republika (SAR, UAR), který v letech 1958-1961 tvořil Egypt a Sýrie. Jako organizace, která usměrňuje politiku arabských zemí, vznikla Arabská liga, která má dnes sídlo v Káhiře. Káhira měla také být centrem SAR. Členy této, původně kompaktní jednotky, měly být Sýrie, Egypt a Palestina, protože jejich poloha je předurčuje k vedení arabské vůle po sjednocení. Egyptský prezident Násir však zahájil radikální socialistické reformy, včetně znárodňování, centralizace a zrušení politických stran. To vyvolalo v Sýrii velký odpor a po převratu roku 1961 Sýrie ze svazku vystoupila a pokus tak zkrachoval.
Sjednocovací snahy v arabském světě tímto fiaskem neskončily, spíše se stáhly do ústraní. Dnes tato idea není dost dobře proveditelná, už jen kvůli rozdrobenosti a názorové odlišnosti obyvatel jednotlivých arabských států. Tendence postupné unifikace stále živí některé frakce, hlavně nacionalisticky laděná hnutí v neklidných oblastech středního Východu. Obecně leží podpora na Saúdské Arábii, která na to má, mimo jiné, finanční prostředky. Problém sjednocení arabského etnika tkví z velké části v rovině ideologické – jde o různá etnika, která sice věří ve společný původ, nicméně odlišnosti (jak jazykové, tak kulturní) jsou značné. Na počátku myšlenky sjednocení byla idea panislamismu, tedy státního celku, který by obsahoval 100 % muslimů. Velkolepý plán se od počátku jevil mnohým jako neproveditelná utopie (rozšíření islámu na nesouvislé území od Maroka po Indonésii).

## Státy

Členové arabské ligy

- Maghreb
  -  Alžírsko
  -  Libye
  -  Maroko
  -  Mauritánie
  -  Tunisko
  -  Západní Sahara
- Levanta
  -  Egypt
  -  Irák
  -  Jordánsko
  -  Libanon
  -  Palestinská autonomie
  -  Sýrie
- Arabský poloostrov
  -  Bahrajn
  -  Jemen
  -  Katar
  -  Kuvajt
  -  Omán
  -  Saúdská Arábie
  -  Spojené arabské emiráty
- Sahel
  -  Súdán
- Další
  -  Džibutsko
  -  Komory
  -  Somálsko